# Krišna (rijeka)
Krišna nekoć zvana Kistna je velika rijeka u južnoj Indiji duga oko 1 290 km.

## Zemljopisne karakteristike
Krišna izvire na obroncima Gorja Zapadni Gati, pored grada Mahabaleshwar u indijskoj državi Maharaštra nedaleko od Arapskog mora. 

Od tamo rijeka teče pravolonijski prema istoku, do grada Wai, zatim mjenja smjer prema jugoistoku i prelazi granicu indijske države Karnataka. Tu opet teče prema istoku ulazi u državu Andra Pradeš. Tu malo vijuga prema jugoistoku, pa zatim prema sjeveroistoku, a zatim naglo zavija na istok i utječe u Bengalski zaljev s velikom deltom, kod grada Vijayawada.
Krišna ima slijev velik oko 258 948 km² koji se proteže preko cijele južne Indije, kroz države Maharaštra, Karnataka i Andra Pradeš. Vodostaj rijeke jako oscilira, jer ovisi o sezonskim monsunskim kišama, tako da se u njenom gornjem toku ne može provoditi nikakvo veće i kontinuirano navodnjavanje.  Ali zato rijeka u delti ima dovoljno voda, koje se ustavom kod grada Vijayawada usmjeravaju u brojne kanale za navodnjavanje. Tim kanalima je povezana s deltom velike sjeverne susjedne rijeke Godavari, pa je taj kraj jedan od najplodnijih u Indiji.
Dvije najveće pritoke Krišne su rijeke Bhima (sjever) i Tungabhadra (jug). Na pritoci Tungabhadra kod mjesta Hospet, podignuta je brana - 1957. s akumulacionim jezerom za potrebe navodnjavanja i hidroelektranu.

## Vanjske poveznice
|  | Zajednički poslužitelj ima još gradiva o temi Krišna (rijeka) |

- Krishna River na portalu Encyclopædia Britannica (engl.)